# Золотые ворота (Киев)
Золотые ворота (укр. Золоті ворота) — памятник оборонного зодчества Киевской Руси времён княжения Ярослава Мудрого. Исторически служили главным въездом в киевский Верхний город с южной стороны. В наше время реконструкция Золотых ворот 1982 года, включающая некоторые сохранившиеся средневековые элементы, является одной из достопримечательностей Киева.

## История
При Ярославе Мудром территория Киева активно разрасталась, что требовало создания новых оборонительных укреплений. Были возведены мощные валы с армированными деревянными клетями и вырыты глубокие рвы. Новый окольный город, называемый историками городом Ярослава, окружали земляные валы общей протяжённостью 3,5 километра, проходили они по нынешним улицам центра Киева — от Львовской площади (где находились Львовские ворота) вдоль улицы Ярославов вал до Золотых ворот, спускались до площади Независимости (где стояли Лядские ворота) и снова поднимались вверх к Михайловской площади.
Своё название новый главный въезд в город получил от Золотых ворот Константинополя, выполнявших аналогичные функции. Строительство ворот вместе с Софийским собором упоминается в летописи под 1037 годом. В «Повести временных лет» упоминается:

«В год 6545 (1037) заложил Ярослав город великий, у того же града Золотые ворота; заложил и церковь святой Софии, митрополию, и затем церковь на Золотых воротах — святой Богородицы Благовещения».
С киевскими Золотыми воротами связана древняя польская легенда, упоминаемая в «Хронике» Анонима Галла (начало XII века), согласно которой щербина на коронационной регалии польских королей — мече Щербце — образовалась, когда король Болеслав Храбрый ударил по ним мечом, въезжая в Киев в 1018 году. Эта легенда, как обычно полагают, противоречит дате заложения Золотых ворот и оценке возраста самого меча. Тем не менее, Н. Н. Никитенко выдвинула и обосновала гипотезу о более раннем заложении Золотых ворот с надвратной церковью Благовещения и оборонным земляным валом, возникшими одновременно с Софийским собором как части единого градостроительного комплекса, начатого Владимиром Великим и завершенного Ярославом Мудрым в 1011—1022 годах. По её версии, 1018 год является первым достоверным упоминанием киевских Золотых ворот в древнем источнике.

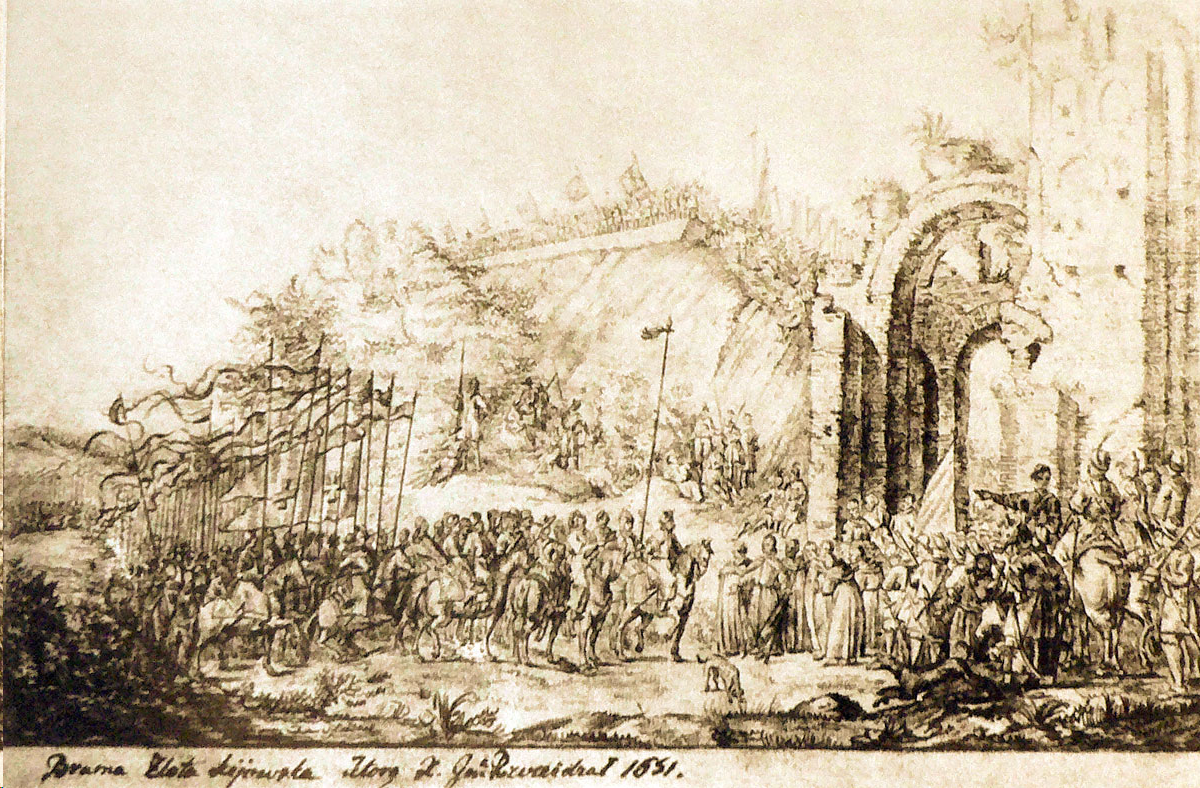
Торжественный въезд Радзивилла на рисунке Абрахама ван Вестерфельда (1651)

В 1240 году ворота сильно пострадали во время осады и взятия города полчищами Батыя, однако ещё на протяжении нескольких веков, находясь в полуразрушенном состоянии, сохраняли функцию парадного въезда в город. Через них торжественно въезжало в Киев казацкое войско Богдана Хмельницкого в 1649 году и литовское войско Януша Радзивилла в 1651 году, подвергнувшее город разорению. В войске Радзивилла состоял голландский живописец Абрахам ван Вестерфельд, запечатлевший на своих рисунках полуразрушенные Золотые ворота.
После 1654 года русская администрация, возводя на месте древних укреплений Старокиевскую крепость, предприняла несколько попыток починить ворота. До 1699 года на Золотых воротах находился древний образ Казанской Божией Матери, перенесённый потом в Троицкую церковь. В середине XVIII века Золотые ворота были признаны опасными для проезда и закопаны в вал. Новый въезд в Киев был вырыт рядом.

В 1743 г. сенат предписал: «З. ворота, для сохранения и вида древности, засыпать землёй, как внутри, так и по сторонам и оставить в валу, а вместо них устроить другие, каменные»— Золотые ворота в Киеве // Энциклопедический словарь Брокгауза и Ефрона : в 86 т. (82 т. и 4 доп.). — СПб., 1890—1907.

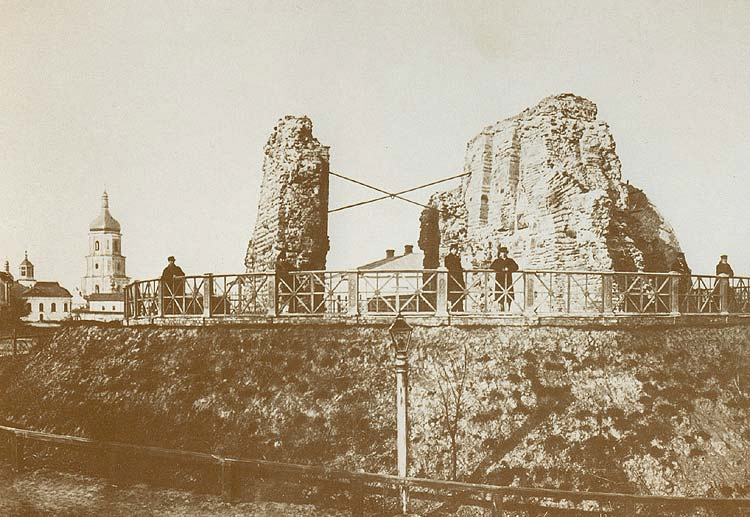
Остатки Золотых ворот. Фотография конца XIX века.

В 1832 году, накануне приезда Николая I в Киев, были проведены раскопки и киевляне снова увидели Золотые ворота, вернее — две сильно разрушенные параллельные стены. Николай I, увидевший ворота, распорядился сохранить исторический памятник. Стены были скреплены металлическими стяжками, укреплены подпорами, выровнены кирпичной кладкой и покрыты листами железа. Впрочем, узнать в этом сооружении когда-то величественные ворота оставалось крайне сложно.
В 1970-е годы возле руин ворот был построен павильон, в котором располагался небольшой музей, посвящённый истории Золотых ворот, впоследствии музей перенесли в реконструируемое по сохранившимся рисункам здание самих Золотых ворот, где он и находится по сегодняшний день.
В 1982 году, к празднованию 1500-летия Киева, по указу В. В. Щербицкого Золотые ворота были полностью реконструированы, несмотря на то, что не сохранилось достоверных изображений или планов того, как они выглядели в древности. Золотые ворота были воспроизведены в предполагаемом первоначальном виде. Работа проводилась в спешке, и сама конструкция имела ряд недостатков. Некачественный бетон и деревянные укрепления стали быстро разрушаться, и здание утратило первоначальный вид.
В 2007 году была закончена очередная реконструкция, в ходе которой была проведена консервация и реставрация сохранившихся ещё со времен Ярослава Мудрого частей ворот, обновление внешнего вида и замена деревянной облицовки. В просторных интерьерах восстановленной достопримечательности посетитель может ознакомиться с экспозицией музея, рассказывающей об истории и архитектуре Золотых ворот, посмотреть древние стены проезда XI века, подняться по лестнице в церковь Благовещения, осмотреть сверху Киев.

## Архитектура
Золотые ворота представляют собой крепостную башню с широким (до 7,5 м) проездом. Внутрь проезда выступают мощные пилоны, на которые опирались арки свода. Высота сохранившихся стен достигает 9,5 метров. Ворота были каменными, в силу того, что этому сооружению придавалось особенное значение. Строили их в технике смешанной кладки, известной ещё со времен Древнего Рима: слои камней перемежались с выравнивающими рядами плинфы. Декоративные особенности кладки хорошо читаются на лицевой поверхности стен.
Венчала Ворота надвратная церковь Благовещенья, чтобы каждый путник, подъезжающий к Киеву, мог видеть, что это христианский град. Надвратная церковь в ходе реставрационных работ воссоздана как четырёхстолпный одноглавый храм с утопленными в толще стены апсидами, не выступающими из общего объёма фасада. В качестве архитектурного декора применены орнаменты из кирпича, характерные для искусства того периода. В ходе археологических исследований Золотых Ворот были обнаружены кубики смальты, фрагменты фресковой штукатурки, что свидетельствует о том, что древняя церковь была украшена фресковой росписью и мозаиками.

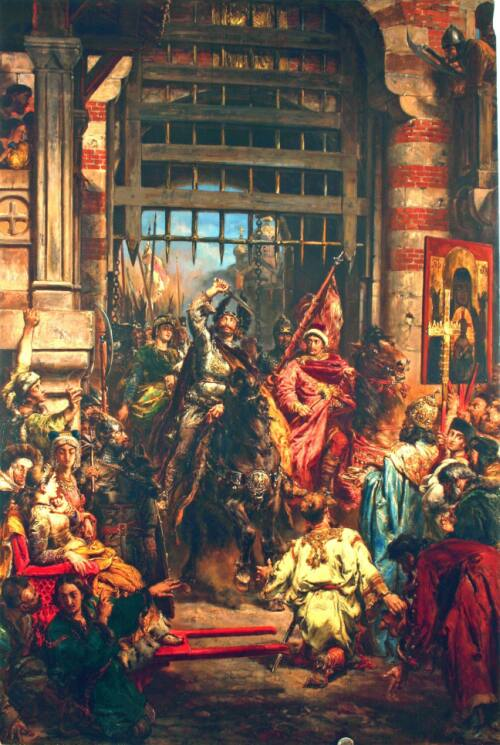
Болеслав I Храбрый и Святополк Владимирович Окаянный на фоне Золотых Ворот. Картина Яна Матейко
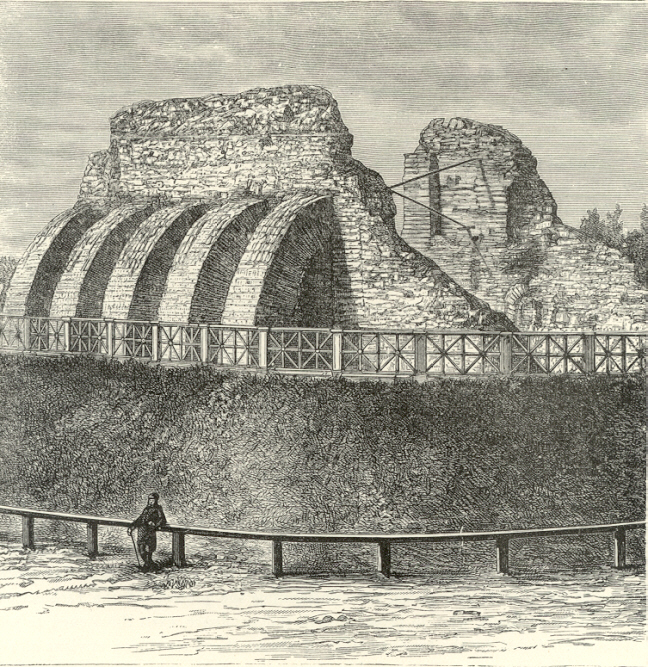
Золотые Ворота, 1880. Иллюстрация к книге «Земля и люди». Элизе Реклю
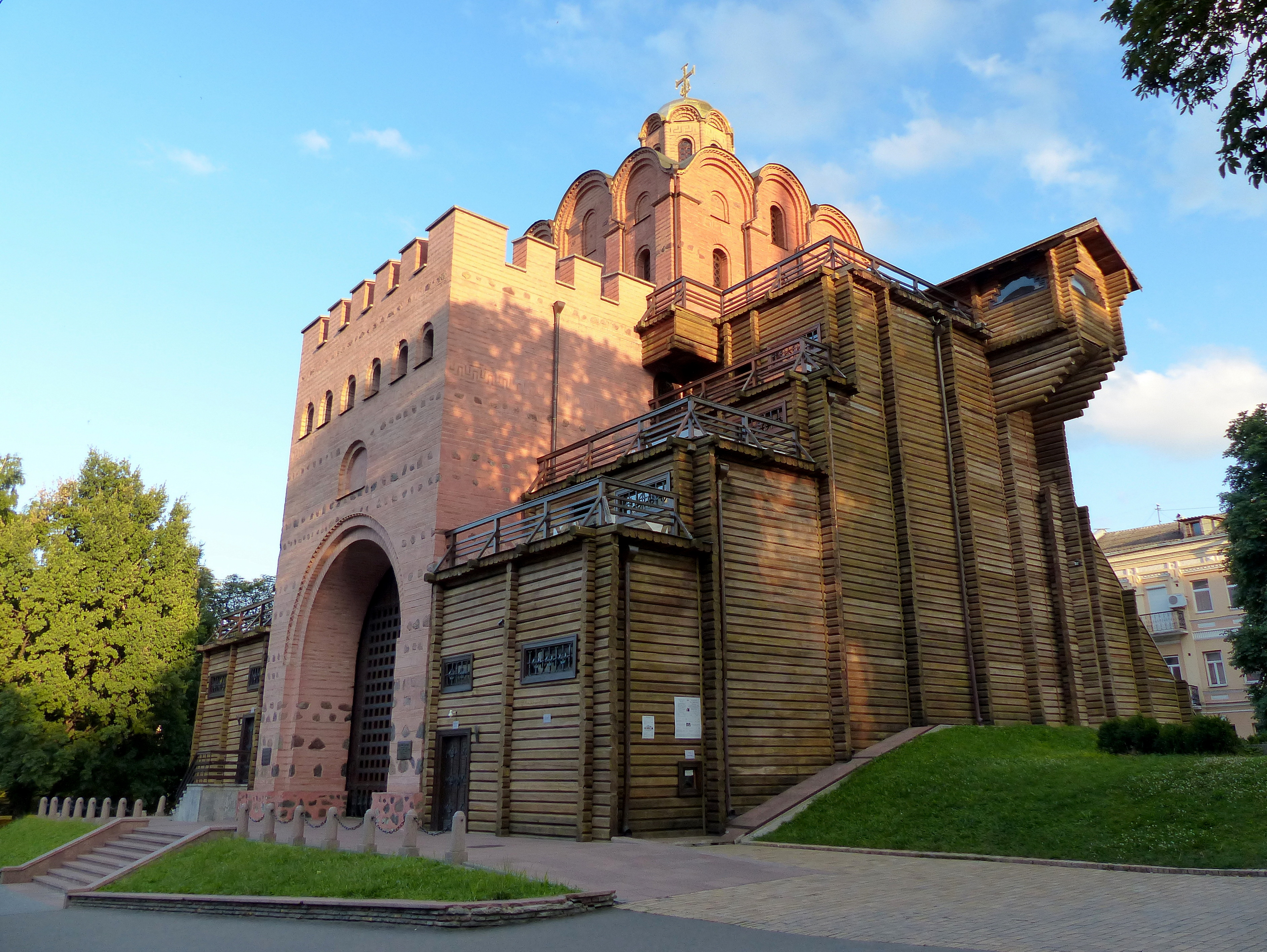
Общий вид
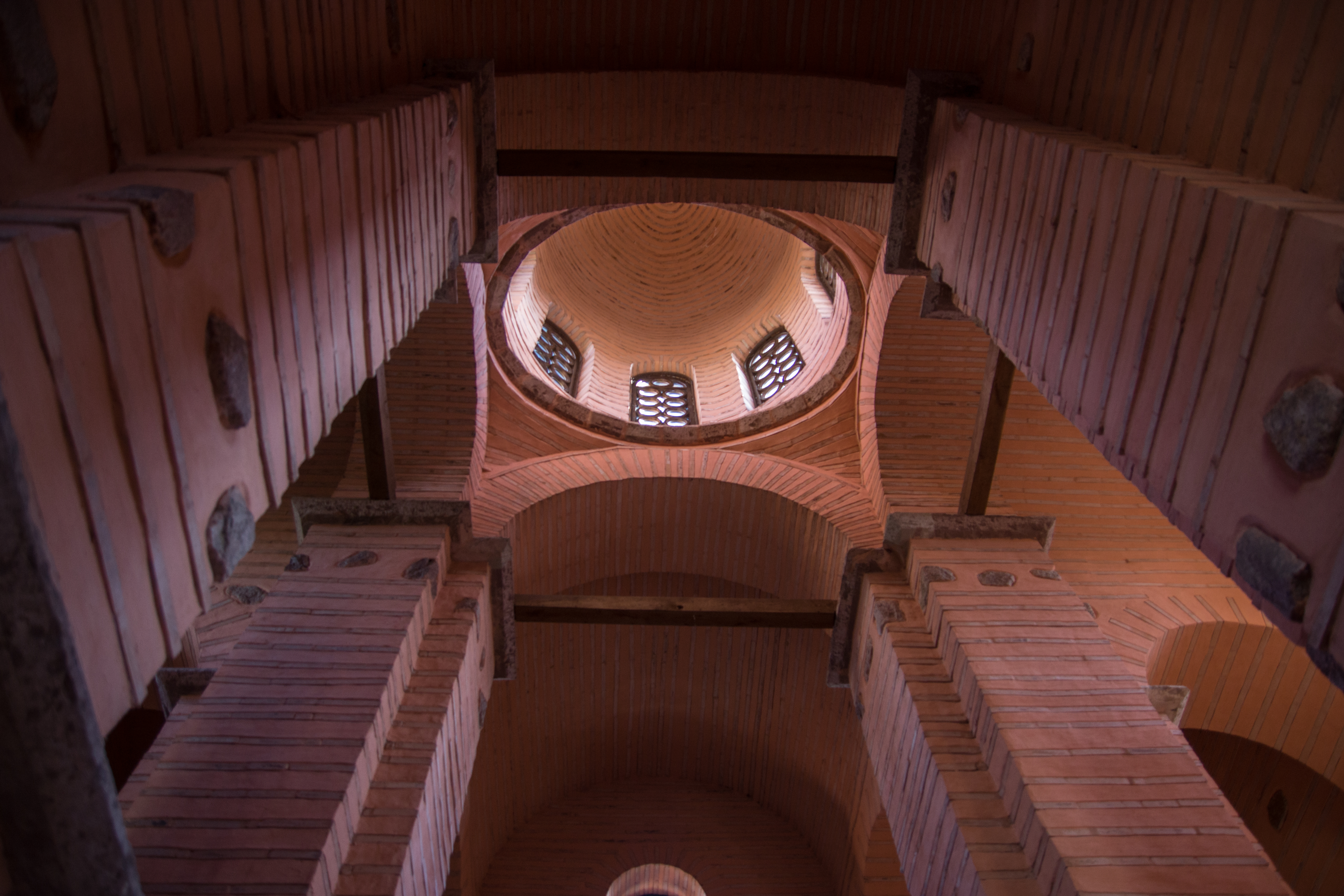
Интерьер Золотых Ворот
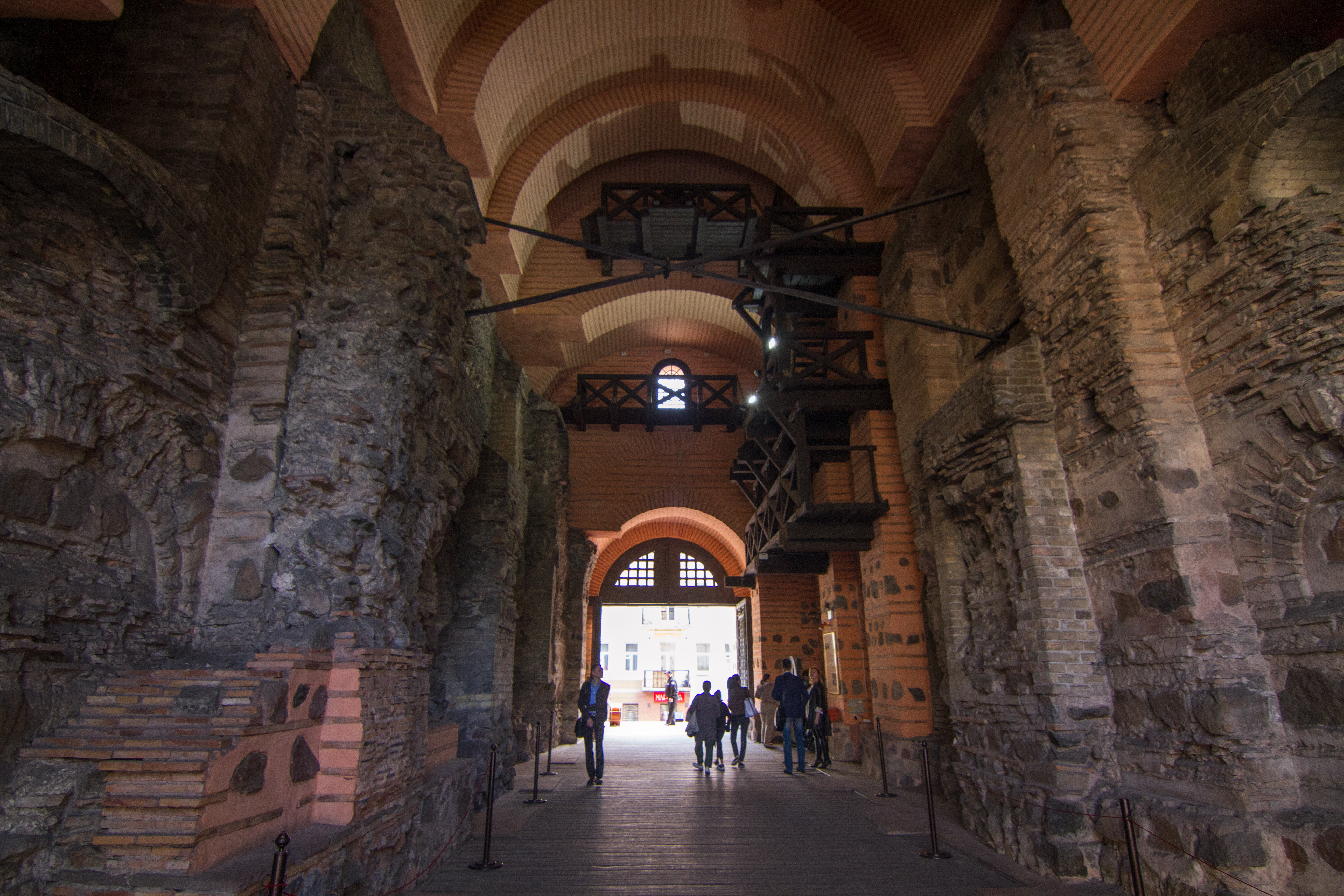
Вид на остатки древних конструкций
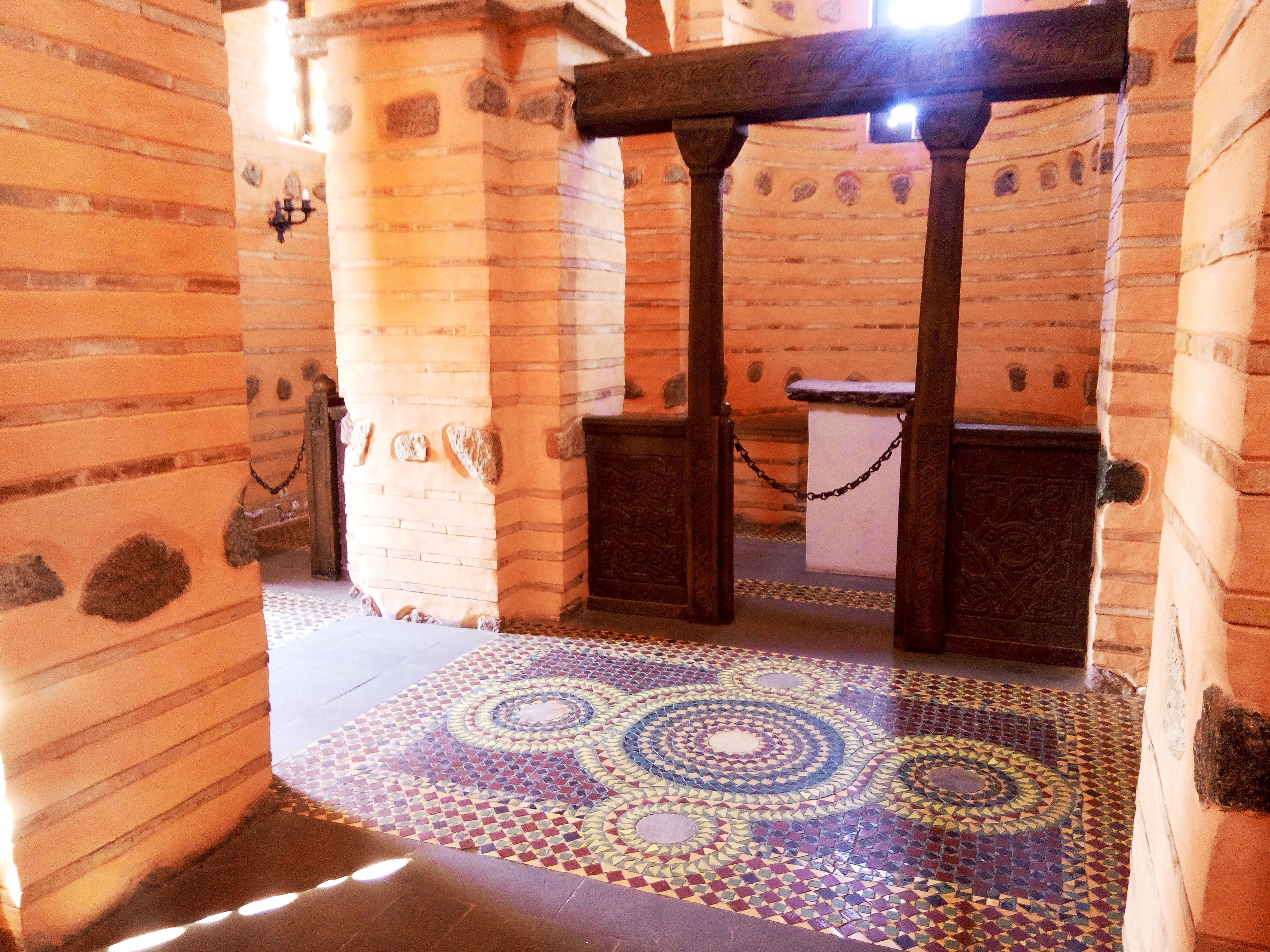
Алтарь на верхнем ярусе

Ворота предназначались для церемониального въезда в столицу и располагались в южной части города. Это — главные ворота города, одни из трёх крупных городских ворот, сооружённых при Ярославе Мудром. Со стороны поля перед воротами проходил ров шириной 15 метров и глубиной 8 метров. Следы этого рва читаются сейчас в перепаде уровня Золотоворотского проезда.

## Сквер у Золотых ворот
Чтобы облагородить такой ценный исторический памятник, как Золотые ворота, возле них в XIX веке был разбит сквер: насажены деревья, установлены скамейки. В 1899 году здесь состоялось грандиозное событие — был установлен чугунный фонтан, форма которого напоминала вазу для фруктов. Это был один из шести фонтанов, которые планировалось установить по всему городу. В течение нескольких лет, вплоть до 1902 года, в Киеве работала Садовая комиссия, которая уберегла от застройки несколько парков, садов и скверов. Среди прочих был и Золотоворотский сквер.
В 1997 году, у павильона со стороны улицы Лысенко, был открыт памятник Ярославу Мудрому, созданный по эскизу скульптора Ивана Кавалеридзе, в 1998 году — парковая бронзовая скульптура кота.
На сегодняшний день фонтан расположен в самом центре сквера, здесь собираются туристы, отдыхают киевляне, бегают дети. Часть сквера ближе к Владимирской занята летней площадкой кафе, обустроенной вокруг фонтана. Дорожки сквера, вымощенные брусчаткой, с лавочками, расположены ближе к улице Лысенко.